# Zespół niedrożności dalszej części jelita cienkiego
Zespół niedrożności dalszej części jelita cienkiego (ang. DIOS – distal intestinal obstruction syndrome) – niedrożność jelit wywołana twardym stolcem występującym u chorych na mukowiscydozę. Wcześniej zespół ten nazywano niedrożnością smółkową jelita ze względu na podobieństwo tej choroby do niedrożności jelit, jaka występuje u noworodków z mukowiscydozą. Na zespół niedrożności dalszej części jelita cienkiego zapadają też starsze osoby z niewydolnością trzustki. Chorzy na DIOS mogą cierpieć na zaparcia.
Do objawów zespołu należą kurczowe bóle brzucha, wymioty i wyczuwalne masy w obrębie jamy brzusznej. Obraz rentgenowski jamy brzusznej przedstawia stolec w okrężnicy oraz poziomy powietrza i płynu w jelicie cienkim. Niejednokrotnie aby udrożnić jelita przeprowadza się operację, choć nie stosuje się jej, o ile nie doszło do pęknięcia jelit. We wcześnie rozpoznanych przypadkach podejmuje się próby leczenia zachowawczego: wprowadzenie zgłębnika nosowo-żołądkowego do odbarczenia żołądka i jelita cienkiego, podanie środków przeczyszczających i przeprowadzenie lewatywy. Osoby podatne na zespół niedrożności dalszej części jelita cienkiego mogą ponownie zapaść na tę chorobę, dlatego stosuje się leczenie podtrzymujące dawkami enzymów trzustki oraz lekami rozluźniającymi stolec.